# Episodi di Reign (quarta stagione)
La quarta e ultima stagione della serie televisiva Reign, composta da 16 episodi, è stata trasmessa dal 10 febbraio 2017 sul canale statunitense The CW.
In Italia, la stagione è stata inserita interamente sulla piattaforma Netflix il 31 marzo 2018.
| nº | Titolo originale        | Titolo italiano                    | Prima TV USA     | Prima TV Italia |
| -- | ----------------------- | ---------------------------------- | ---------------- | --------------- |
| 1  | With Friends Like These | Con amici come questi              | 10 febbraio 2017 | 3 aprile 2018   |
| 2  | A Grain of Deception    | Il germe dell'inganno              | 17 febbraio 2017 | 4 aprile 2018   |
| 3  | Leaps of Faith          | Atti di fede                       | 24 febbraio 2017 | 5 aprile 2018   |
| 4  | Playing with Fire       | Giocare con il fuoco               | 3 marzo 2017     | 6 aprile 2018   |
| 5  | Highland Games          | Giochi nelle Highlands             | 17 marzo 2017    | 9 aprile 2018   |
| 6  | Love and Death          | Amore e morte                      | 24 marzo 2017    | 10 aprile 2018  |
| 7  | Hanging Swords          | Una spada sulla testa              | 31 marzo 2017    | 11 aprile 2018  |
| 8  | Uncharted Waters        | Acque inesplorate                  | 7 aprile 2017    | 12 aprile 2018  |
| 9  | Pulling Strings         | Il matrimonio                      | 14 aprile 2017   | 13 aprile 2018  |
| 10 | A Better Man            | Un uomo migliore                   | 28 aprile 2017   | 16 aprile 2018  |
| 11 | Dead of Night           | Nel cuore della notte              | 5 maggio 2017    | 17 aprile 2018  |
| 12 | The Shakedown           | Il ricatto                         | 12 maggio 2017   | 18 aprile 2018  |
| 13 | Coup de Grace           | Colpo di grazia                    | 19 maggio 2017   | 19 aprile 2018  |
| 14 | A Bride. A Box. A Body  | Una moglie. Una scatola. Un corpo. | 2 giugno 2017    | 20 aprile 2018  |
| 15 | Blood in the Water      | Acque insanguinate                 | 9 giugno 2017    | 23 aprile 2018  |
| 16 | All It Cost Her...      | Tutti i suoi sacrifici             | 16 giugno 2017   | 24 aprile 2018  |

## Con amici come questi

### Trama
Elisabetta vuole il pretendente cattolico di Maria. È tornata in Francia la figlia maggiore di Caterina, Leeza, moglie del re di Spagna Filippo. Greer è tornata in Scozia per il funerale di Lola, sua figlia Rose è con lord Castleroy. Maria viene drogata dal parroco e rapita da un clan del nord che la vogliono dare in sposa al figlio del loro capo. Caterina vuole ammazzare assieme alla figlia Claudia il suo promesso sposo, Marten di Guisa, per evitarle di sposarlo e perché ha ucciso Leith. Caterina lo fa impiccare e fa credere si tratti di un suicidio a causa del rifiuto da parte di Claudia. Maria riesce a scappare e sulla strada del ritorno incontra Giacomo che, con le guardie, era venuto a liberarla. Maria decide di tornare dal clan per costringerli a giurare fedeltà alla loro regina. Il loro capo viene ucciso da Giacomo a causa del suo rifiuto mentre il resto del clan giura fedeltà. Darnley, che Maria vorrebbe come sposo, ha deciso di offrire a Elisabetta di non andarsene dall'Inghilterra in cambio dell'annullamento del fidanzamento della donna che ama con un altro lord.

## Il germe dell'inganno

### Trama
Maria si rende conto che c'è un traditore alla corte scozzese perché i soldati inglesi riescono sempre a intercettare i rifornimenti ai villaggi. Elisabetta invita a corte Knox per fingere di creare un'alleanza. Maria chiede a Greer di restare in Scozia nelle terre di Lola, ma lei vuole andarsene perché ha paura che la figlia verrà sempre mal giudicata. Decide inoltre di fare una festa politica per individuare il traditore, credendo sia una delle mogli dei suoi generali. Perciò alle chiacchiere tra donne aggiunge anche delle informazioni importanti sui rifornimenti di cibo ad un villaggio. Il piano funziona: il traditore è il fabbro, l'amante di una delle nobildonne. Narcisse, su suggerimento di Elisabetta che gli ha rivelato che il vero colpevole della morte di Lola è Knox, cerca di avvicinare il predicatore per fargli fare un passo falso e accusarlo del tentato omicidio della regina. In cambio gli viene promesso di poter tornare in Francia. Purtroppo lui si rende conto della trappola e scappa. Maria vuole che il suo fratellastro Giacomo cominci una relazione con la moglie di Knox per scoprire i piani del marito. 
La madre di lord Darnley manda a monte il pagamento della regina Elisabetta per annullare il matrimonio dell'amante del figlio, facendo uccidere il corriere che portava con sé il denaro.

## Atti di fede

### Trama
La Spagna decide di pagare l'Inghilterra per far tornare Narcisse in Francia e togliergli il titolo di Lord Cancelliere per attribuirlo a un cardinale iberico. Gideon propone ad Elisabetta di chiedere la mano di Maria per farle rinunciare al trono inglese e riportare la pace: il loro primogenito diventerebbe il regnante dei due regni. Viene portata una ragazza nobile, Bianca, per cercare di far stare meglio re Carlo. Ma questa poi scompare. Il cardinale spagnolo, diventato cieco a causa del veleno di Caterina, si convince che Claudia sia una santa perché l'ha guarito dalla cecità. Maria decide di rifiutare la proposta di Gideon perché non si fida delle promesse di Elisabetta: rischierebbe di essere imprigionata e non potrebbe aiutare il suo popolo

## Giocare con il fuoco

### Trama
Greer non si trova più con suo marito che dopo la prigionia è cambiato. Darnley si presenta a Maria e le chiede la mano. Giacomo bacia la moglie di Knox per frugare tra le sue carte: scopre che vuole mettere zizzania tra i cattolici in una fattoria, screditando la regina. Maria, Giacomo e Darnley si recano lì portando dei viveri, dimostrando la falsità delle parole di Knox. Maria decide di accettare la proposta di Darnley dopo aver visto il suo valore durante un incendio in quel villaggio. Leeza, dopo averla scoperta a letto con un uomo sposato, vuole mandare Claudia in un convento. Narcisse per evitarlo propone un matrimonio con suo figlio Luke. Claudia decide di accettare perché la madre le rammenta che il marito potrebbe sempre essere ammazzato se si comportasse male con lei. Elisabetta promuove una battuta di caccia per dimostrare ai lord le sue abilità ed essere così considerata una vera Tudor al pari di suo padre. Il comportamento di Carlo è sempre più sospetto: si aggira per il castello sempre più strano e insanguinato. Leith compare al castello subito dopo il matrimonio e cerca di impedirne la consumazione, ma viene fermato dalle guardie per ordine di Narcisse.

## Giochi nelle Highlands

### Trama
Maria riceve una lettera in cui si dice che il suo futuro marito potrebbe aver appiccato un incendio per salvare un bimbo dalle fiamme e farsi così benvolere dal popolo. Claudia, scoprendo da Luc che Leith non è morto e che si trova al castello, convince il marito a chiedere l'annullamento: dirà che il matrimonio non è stato consumato. Carlo tiene un discorso per convincere il popolo che la morte di un bambino nel bosco è stata opera di un orso, ma viene aggredito dalla gente che lo crede colpevole. Riesce però a fuggire. Castleroy confessa a Greer di amare una vedova. Non si riesce a ottenere l'annullamento del matrimonio di Claudia perché Lord Narcisse annuncia di voler testimoniare a sfavore, avendoli visti a letto insieme la mattina seguente alle nozze. Quindi Luc Narcisse propone a Claudia e Leith un matrimonio aperto: la ragazza starà con Leith di giorno, mentre passerà le notti con Luc, almeno fino al concepimento di un erede. Leith non si mostra molto favorevole all'idea di dover condividere con un altro la donna che ama.

## Amore e morte

### Trama
Elisabetta vuole che Darley sia riportato in Inghilterra con qualsiasi mezzo. Agata, la figlia di Gideon è gravemente ammalata di febbre e viene curata da un importante medico. Però questi inganna la regina dando alla piccola un semplice oppiaceo perché è data per spacciata. 15 uomini inglesi arrivano in Scozia, per riportare indietro il futuro sposo di Maria ma lei, avvertita dalle sue spie, l'aveva già fatto portare in un luogo sicuro. Viene però raggiunto da un sicario inglese che cerca di ucciderlo, ma Durley riesce ad avere la meglio. Luc e Leith partono alla ricerca di Carlo; Luc viene ferito. Leith lo trova e dapprima vuole lasciarlo solo nel bosco a morire per liberarsene e stare con Claudia, ma alla fine lo porta al castello. Leith, come ricompensa per aver salvato suo figlio, chiede a Narcisse una cospicua somma e alcune terre e decide di andarsene perché non riesce a sopportare di sapere Claudia con un altro. Lei gli chiede di incontrarsi tra un anno in Toscana, perché per allora avrà avuto un erede e le cose saranno diverse. Maria e Darley passano la notte assieme. Kira ritorna da Darley perché non sa stare senza di lui.

## Una spada sulla testa

### Trama
Maria vuole sposarsi in una radura nel bosco per avere una cerimonia più genuina. Leeza vuole convincere Carlo ad abdicare al trono e lo fa cercare dalle sue guardie. Maria vuole dare a Darnley le terre di Giacomo, in origine appartenenti alla sua famiglia, per fargli avere un titolo e onore. Darnley discute con la madre che lo obbliga a rimandare la sua amante dal marito in Inghilterra, ma lui la incontra e hanno un rapporto. Elisabetta e Gideon cercano di far contenta Agata nei suoi ultimi giorni e la fanno vivere come una regina. Carlo si nasconde in una fattoria dove sembra esser rinato grazie all'affetto della famiglia con cui ora vive. Caterina e Narcisse lo trovano e cercano di farlo tornare a corte. La figlia del contadino, Nicole, lo convince. Carlo si scontra con Leeza e si dichiara protestante; ma non è possibile perché la Francia dipende dalle finanze vaticane e dai nobili cattolici. Giacomo scopre Darnley e la sua amante alla locanda e lo obbliga a chiudere la relazione in cambio del suo silenzio ma se continuerà lo ucciderà. Caterina riesce a far andare via Leeza con la promessa che Carlo verrà detronizzato e al suo posto sarà messo sul trono il fratello minore cattolico. Maria tramite il suo informatore segreto scopre della relazione del suo futuro marito con Kira ed è furiosa: lo sposerà solo per dovere e non ci sarà altro.
Agata muore.

## Acque inesplorate

### Trama
La duchessa de Medici è scandalizzata dall'unione e non vuole partecipare alle nozze. Narcisse chiede a Nicole di far riconvertire Carlo al cattolicesimo in cambio di una tenuta per sé e la sua famiglia. Dopo un rapporto, la ragazza parla con il re, ma non riesce a persuaderlo. Maria va in visita a un lord per acquisire delle terre da dare alla duchessa de Medici e scopre che appartengono a lord Bothwell. Questi la convince a fare con lui una gita in barca, durante la quale egli cerca di dissuaderla dallo sposare Darnley. Rischiano di annegare a causa di un'improvvisa piena del fiume. Bothwell la salva. In realtà le terre non sono sue. Voleva solo stare con Maria per convincerla a non sposare Darnley e proteggerla come promesso a sua madre. Lui è l'informatore segreto. Elisabetta fa la conoscenza del capitano Hookins, ladruncolo, che ritorna dall'America colmo di cibo, animali e oro, destando l'interesse della regina che gli chiede dei suoi viaggi. Luc Narcisse va da Carlo per avere dei consigli su come conquistare sua moglie Claudia. Luc e il re passano del tempo assieme parlando di religione. Alla fine Carlo si convince a rivedere la sua conversione. Tramite un mercante, Davide, Maria ottiene un messaggio da Bash, ora druido: avrà due possibilità o scegliere l'amore o un erede che sarà maschio e regnerà su Scozia e Inghilterra. Maria decide di sposare Darnley, ma vuole la sua amante fuori dai piedi e dà a Giacomo il compito di riportarla in Inghilterra. Ma quando questi fa uscire la ragazza dalla locanda in cui si trovava, Kira viene travolta da un cavallo e muore. Darnley incolpa Maria per la sua morte. Elisabetta vuole imitare la Spagna e dà inizio alle esplorazioni oltre oceano a suo nome tramite il capitano Hawkins. La duchessa de Medici rinnova l'alleanza tra Firenze e Scozia perché ha ricevuto le sue terre grazie a Bothwell. Caterina arriva in Scozia e Maria le chiede aiuto per evitare le nozze perché non può sposare un uomo che la odierà per sempre per la morte della sua amata.

## Il matrimonio

### Trama
Maria comincia a pensare come potrebbe annullare il matrimonio con l'aiuto di Caterina. Marten, il padre di Rose, figlia di Greer, torna per il matrimonio reale e vuole passare il tempo con la bimba, ma Greer non glielo permette perché ha paura che si scopra che la bimba è la figlia di un pirata. Il leale servitore anonimo, Bothwell, si fa avanti con Maria dicendole di essere innamorato di lei. I due si baciano, ma poi lei scappa via. Maria non può più annullare le nozze perché è incinta di Darnley, Non può dirlo a nessuno per il rischio che dichiarino il figlio illegittimo dato che è stato concepito prima del matrimonio. Giacomo vuole uscire con Greer e chiede di portare anche la figlia al gioco dei nodi che si terrà a corte. Nel mentre porta avanti la relazione con la moglie di Knox e frugando tra le carte del prete scopre che egli è in contatto col vedovo di lady Kira; gli ha detto che la donna aveva una relazione con Darnley perciò lo convince ad ucciderlo. Giacomo però riesce a fermare il lord alla frontiera prima dell'alba. Darnley è scomparso. Caterina, parlando con sua madre, scopre che Darnley sta tramando alle spalle di Maria con l'emissario cardinale del vaticano. Davide, che va a letto col segretario del cardinale, si offre di scoprire dove avverrà l'incontro tra i due. Giacomo, parlando con Marten, scopre che questi è il padre di Rose. Il pirata chiede a Giacomo il suo aiuto per far sì che Greer gli permetta di stare un po' con sua figlia. Darnley si incontra col cardinale: vuole più potere. Il cardinale gli trasferirà i fondi del Vaticano destinati a Maria. All'improvviso entrano nella stanza Maria e le sue guardie e riportano Darnley a corte. Maria mette in chiaro col cardinale la sua legittimità a governare: lei è la regina di Scozia. Giacomo parla con Greer e la convince ad acconsentire che Marten passi del tempo con la figlia. Knox scopre il tradimento della moglie con Giacomo: aveva fatto sorvegliare la casa insospettito dal fatto che i suoi piani segreti erano sempre sventati da Maria. Le dice che Giacomo l'ha usata per scoprire i suoi piani. La lascia poi lontana da casa e nuda per farle espiare il suo peccato. Darnley, il giorno del matrimonio, torna a casa ubriaco, ma il matrimonio avviene comunque. Lady Knox arriva a corte e, nascosta, vede un gesto di tenerezza tra Giacomo e Greer. Il giorno stesso, in seguito all'unione tra Maria e Darnley, una dozzina di terre inglesi decidono di diventare scozzesi grazie ai doni di nozze dati loro da Caterina. Elisabetta è furiosa. Gideon cerca di consolarla e le dice che lui le resterà sempre accanto. La regina lo bacia e si concede a lui

## Un uomo migliore

### Trama
Maria decide di non consumare il matrimonio e di non concedersi più a Darnley visto che ormai è già incinta. Confida a Giacomo la sua gravidanza. Continua la relazione tra Elisabetta e Gideon. Viene organizzato un galà per il compleanno della regina durante il quale le verranno presentati vari pretendenti cattolici tra cui scegliere per rafforzare la sua posizione. Leeza ha scritto a Enrico delle condizioni del fratello Carlo; egli sta quindi giungendo alla corte francese per prendere il posto del re sul trono. Nicole non vuole aiutare Narcisse a far abdicare Carlo perché si è innamorata del lord cancelliere e non vuole andarsene con il re. La donna decide di non aiutare più Narcisse. Alla corte scozzese arriva lord Hamilton, un protestante, che in passato aveva chiesto a Maria di sposarlo e odia Darnley per via di una faida tra le loro famiglie iniziata ai tempi di suo nonno. In cambio del suo appoggio per l'incoronazione di Darnley, Maria gli offre un posto nel consiglio privato. Giacomo bacia Greer e le chiede di essere paziente perché ha una vita complicata. Darnley si infuria con Maria perché ha invitato Hamilton a corte. Maria cerca di convincere suo marito ad accettare il suo nemico al consiglio del re e di essere un uomo migliore per il bene della corona. In una chiesa francese dei protestanti prendono in ostaggio i cattolici lì presenti per un battesimo. In cambio della loro libertà, Carlo deve liberare dei prigionieri protestanti altrimenti uccideranno un ostaggio ogni ora. Narcisse, su insistenza di Caterina, cerca di convincere Nicole a spronare Carlo ad agire contro i protestanti. Dapprima lei non intende aiutarlo ma poi lui le confida di provare qualcosa per lei, anche se non è vero, ma che pensa ancora a Lola e che le sembra di tradirla. In questo modo Nicole si convince e i due fanno l'amore. Carlo, convinto da Nicole, dà ordine di agire contro i protestanti che tengono in ostaggio i cattolici in chiesa. I ribelli vengono sconfitti e gli ostaggi liberati. Carlo è acclamato dal popolo come un eroe ed ora lui è finalmente felice di essere re. Lady Knox incontra Giacomo dicendogli che il marito sa tutto e che lei sa di essere stata usata. Nonostante lo odi per questo, la donna gli chiede aiuto per andare lontano dal marito che la umilia. In cambio lo informa che si sta tramando contro la vita di Maria: lord Hamilton vuole ucciderla il giorno dell'incoronazione di Darnley. Giacono avvisa Maria. Lui e gli Hamilton si affrontano e Giacomo ha la meglio uccidendoli tutti ma si scopre essere una trappola di Knox: il prete aveva detto al lord che Maria voleva ucciderlo. Ora i protestanti non appoggeranno più Maria. Per evitare problemi, allora, Giacomo si prende la colpa: viene così bandito dalla Scozia e privato di terre e titoli. Gideon si scopre innamorato della regina e non vuol che sposi un pretendente. Successivamente anche Elisabetta gli confida di essere innamorata di lui. Enrico arriva a corte. Caterina gli dice che suo fratello sta bene e che non abdicherà. Enrico si mostra contento e dice di non volere il trono in quanto felice di essere solo un principe privo delle responsabilità di un re ma in realtà sta mentendo. Maria dice a Darnley che è incinta. Lui le promette che sarà un buon padre e un buon marito. Darnley viene incoronato re.

## Nel cuore della notte

### Trama
Lord Darnley dice a Maria che Elisabetta sta per prendere come marito l'arciduca d'Austria, un cattolico. Se ciò accadesse il Vaticano potrebbe dare il proprio appoggio alla regina inglese. Occorre quindi muovere un attacco all'Inghilterra. Oltre al denaro per la missione, Maria dà in consegna al gruppo di soldati il proprio sigillo reale. Enrico vuole usurpare il trono del fratello e continua a creare problemi: durante una partita a tennis tra i due, Enrico lancia una palla piena di sassi in faccia a Carlo ferendolo. Caterina lo rimprovera. È a conoscenza della sua volontà di avere il trono ma Carlo è il re. Dovrà chiedere scusa al fratello altrimenti lei informerà la Spagna cattolica del libro di magia nera che ha con sé e verrà accusato di eresia. Darnley insiste nel chiedere la corona matrimoniale, ma Maria rifiuta e perciò lui arriva a minacciarla di far fallire la missione e di farle perdere non solo l'Inghilterra, ma anche la Scozia. Durante la cena, Enrico provoca Carlo informandolo che la Spagna lo vuole come re di Francia. Carlo perde il controllo e i due vengono alle mani. Maria chiede aiuto a Bothwell per annullare la missione in Inghilterra, recuperare il sigillo e richiamare gli uomini in Scozia. L'uomo accetta di aiutarla. Dovrà farsi aiutare da Gideon. Narcisse riferisce a Caterina che bisognerebbe puntare su Enrico come re e non su Carlo, poiché è più forte, più intelligente e più astuto. È un re più valido di Carlo e la Spagna lo vuole sul trono. Caterina teme ripercussioni sul figlio maggiore perciò decide di usare il libro di magia nera per fare un incantesimo su Carlo allo scopo di renderlo più forte. Bothwell arriva in Inghilterra assieme a Davide e informa Gideon che Maria è in pericolo. Deve aiutarli a trovare lord Barrett. Gideon accetta. Maria non firma per la corona matrimoniale e Darnley le dice che così facendo ha perso l'Inghilterra. Bothwell e Davide trovano lord Barrett e gli dicono che la missione è annullata. Recuperano il sigillo reale e il denaro. Gideon però li ha seguiti scoprendo che Maria voleva attaccare l'Inghilterra. Bothwell, per paura che Gideon riferisca tutto ad Elisabetta, lo rapisce e lo porta in Scozia. Maria convince l'uomo che lei non vuole più il trono inglese perché ha già abbastanza problemi a mantenere il proprio a causa di suo marito che è diventato ormai un pericolo per lei. Gideon le promette che non dirà nulla ad Elisabetta e così se ne torna in Inghilterra. Elisabetta confessa a Gideon che non può sposarsi con uno che non ama ma lui le dice che deve per aver salva la vita. Le confessa infatti del colpo di Stato che stava per essere attuato nei suoi confronti e per evitare che ciò accada di nuovo deve subito sposare un lord cattolico. Maria nomina l'italiano Davide Rizio come suo consigliere e il leale guardiano, Bothwell, come sua guardia personale. Informa Darnley che ha recuperato il sigillo e il denaro e che i suoi compatrioti sono tornati in Scozia. Darnley chiede scusa a Maria per il suo comportamento ma lei non lo perdona. Darnley minaccia di dire che il figlio che aspetta è illegittimo. Maria lo caccia da corte.

## Il ricatto

### Trama
Un terremoto ha devastato interi villaggi e servono nuovi fondi per la ricostruzione, cibo e medicine per gli sfollati. Luc e Carlo si allenano al tiro con l'arco. Il re propone una scommessa ad Enrico: se riuscirà a colpire una mela posta sulla testa del fratello, Carlo gli cederà il trono. Enrico rifiuta ma Carlo lo ferisce alla mano. Lord Darnley ha preso il denaro destinato agli sfollati e ne ha speso una parte; per riaverlo Maria dovrà farlo tornare a corte e mostrare pubblicamente, tramite una festa, il coinvolgimento del marito nella ricostruzione. Vuole essere acclamato dai nobili. Maria organizza un piano per riprendersi il denaro e metterlo al sicuro in chiesa. Gideon invita la regina in una casetta al mare per un weekend romantico. Carlo è fuori controllo: ha fatto imprigionare dei nobili inglesi protestanti che non pagavano le tasse in una prigione per poveri, tutto a causa dell'incantesimo della regina madre. Claudia va da Luc e i due hanno un rapporto ma solo perché lei vuole mantenere la promessa di avere un erede per poi raggiungere Leith. Luc scopre i piani di Claudia grazie al padre che gli mostra una lettera scritta dalla donna a Leith. Perciò decide di rinunciare ad un matrimonio felice: sarà solo una formalità politica. Durante la festa, Maria, con una scusa, si allontana con Bothwell per recarsi alla tenuta di Darnley e riprendersi il denaro. Ma finita la festa la donna non è ancora tornata e Darnley intuisce il piano di Maria. Si reca perciò alla sua tenuta accompagnato dalle guardie. Maria e Bothwell, che hanno trovano solo una piccola parte del denaro, vengono avvisati che Darnley sta arrivando. Bothwell manda via Maria e resta ad affrontare l'uomo. I due si battono e quando Bothwell sta per avere la meglio Darnley chiama le guardie che lo arrestano. Maria viene a sapere che Darnley ha usato il denaro per comprare delle proprietà e guadagnare così potere contro di lei, ottenendo il favore dei nobili. Gideon ed Elisabetta vengono scoperti da Jane, la serva fedele della regina. Elisabetta vorrebbe ucciderla per paura che riveli la loro relazione, ma Gideon non è d'accordo. Alla fine la regina la lascia libera ma minaccia di uccidere la sua famiglia se rivelerà a qualcuno quello che ha scoperto. Carlo torna a casa con le teste mozzate dei nobili inglesi che non volevano pagare le tasse. Il re si confida con Caterina: lui è un debole e ha paura ma col suo gesto voleva mostrarsi forte agli occhi di tutti. Jane torna a corte come niente fosse e riesce ad ottenere la fiducia di Elisabetta ma in realtà nasconde un segreto. Maria incontra Bothwell in prigione che le dice di liberarsi di Darnley. Darnley si avvicina a Lord Knox: questi vuole dargli il suo aiuto per convincere il consiglio a conferirgli la corona matrimoniale ed avere così più potere.

## Colpo di grazia

### Trama
Enrico ha sequestrato delle navi mercantili inglesi, ferme al porto francese,con la scusa del mancato pagamento delle tasse alla corona. Si scopre che trasportano salnitro, componente della polvere da sparo. Enrico vuole consegnare il carico alla Spagna. Gideon va in Francia a negoziare il rilascio delle navi con Narcisse. Dapprima il lord rifiuta le sue condizioni ma poi gli consiglia di parlare con Carlo. Il re viene così a sapere che Enrico sta agendo per conto della Spagna che vuole per sé il carico inglese. Carlo decide di restituire il maltolto all'Inghilterra per evitare una guerra. Bothwell, Davide e Maria scoprono che Darnley sta pagando il consiglio affinché voti contro le decisioni di Maria e gli faccia avere la corona matrimoniale. Per evitare che Darnley possa insinuare che il figlio che aspetta non è suo, Maria annuncia pubblicamente davanti ai lord che è incinta e tutti si complimentano con i reali. Knox, dopo questo fatto, dice a Darnley che ormai il consiglio privato non si metterà più contro una regina che aspetta un erede, perciò l'unico modo per liberarsi di Maria è ucciderla. Ma Darnley non si mostra d'accordo. Maria chiede a Davide di controllare il libro mastro del consiglio per vedere se ci sono degli illeciti finanziari. Lui trova delle discrepanze. Maria affronta il lord tesoriere, l'unico ancora fedele a Darnley, minacciandolo di far sapere a tutti che ha truffato la corona e gli altri nobili, ma lui non cambia idea. Una volta uscito, Davide lo minaccia: sa che gli piacciono gli uomini come a lui. Deve rinunciare ad appoggiare Darnley nell'ottenere la corona matrimoniale. Il lord accetta. Darnley propone a Knox di processare Maria per adulterio;in questo modo abdicherà e andrà in esilio, la corona andrà a lui e Maria vivrà. Il prete accetta ma occorre cogliere Maria e Bothwell sul fatto e avere dei testimoni. L'arciduca d'Austria, alla corte inglese, legge per sbaglio le lettere d'amore di Elisabetta per Gideon. La regina gli fa credere che quelle parole siano rivolte a lui e per convincerlo gli si concede. Enrico vuole conoscere meglio Nicole e provarci con lei. Vuole dimostrarle che Narcisse la sta usando e che non la ama. Bothwell avvisa Maria che Darnley vuole deporla. Subito dopo giunge Davide che li informa dell'imminente arrivo del re assieme ai nobili per cogliere Maria e Bothwell insieme. Il leale servitore se ne va mentre Davide resta assieme alla regina. Non trovando Bothwell, il lord tesoriere propone di uccidere Davide, usandolo come capro espiatorio, liberandosi così di una minaccia per la sua reputazione. Fomenta tutti i nobili e Davide viene massacrato sotto gli occhi di Maria. La regina, prigioniera nella sua stanza, finge un malore per poter parlare con Darnley: lo convince a non fidarsi di Knox né del consiglio privato perché lo stanno solo usando e prima o poi lo uccideranno. Gli chiede di liberarla e di aiutarla a scappare per andare insieme alla conquista del regno di Inghilterra. I due scappano e si recano da Bothwell. Ma durante il viaggio Darnley si scusa con Maria e poi si allontana per paura di venire ucciso. Nicole ed Enrico si nascondono nelle stanze di Narcisse scoprendo che lui non la ama. Assistono inoltre al suo tradimento con la regina Caterina. Disperata, va a letto con Enrico. Elisabetta e il Lord d'Austria sono a cena assieme e lui le rivela di sapere della sua relazione con Gideon ma vuole sposarla lo stesso perché entrambi hanno bisogno di questo matrimonio. Vuole però che lei interrompa la sua relazione e che allontani Gideon dalla corte. La regina accetta. Maria arriva da Bothwell, dicendogli che Davide è stato ucciso dai lord. Bothwell ha radunato molti uomini per riprendersi il castello e uccidere i consiglieri traditori. Al castello trovano solo il lord tesoriere che viene subito impiccato, gli altri invece sono scappati.

## Una moglie. Una scatola. Un corpo.

### Trama
Darnley è scomparso. Maria affronta Knox: lui la provoca insinuando che il suo sposo starà probabilmente complottando con i consiglieri fuggiti per deporla. Luc Narcisse scopre la tresca tra Nicole ed Enrico. Maria dice a Bothwell che deve liberarsi di Darnley e poi loro due potranno stare insieme. Gideon, dopo aver compiuto svariate missioni per conto di Elisabetta, torna a corte. L'arciduca è molto contrariato. La regina lo convince dell'importanza di Gideon come ambasciatore e suo consigliere. Lei non prova più niente per lui ma non può fare a meno dei suoi servigi come diplomatico. L'arciduca si fida di Elisabetta e accetta che l'uomo resti a corte. Re Carlo deve scegliere una moglie tra le nobili spagnole per non perdere l'appoggio della Spagna. Enrico si prova gli orecchini di Nicole e lei lo scopre. Carlo continua a rifiutare le pretendenti che gli vengono proposte. Caterina lo esorta a scegliere per avere l'appoggio della Spagna e mantenere il proprio trono. Grazie a Darnley viene catturato uno dei cospiratori. Il re confessa a Maria di essere pentito e cambiato, non ambisce più alla corona matrimoniale; sa che lei non lo ama, ma lui vuole solo essere un padre per suo figlio. Maria gli chiede di aiutarla a trovare gli altri cospiratori che testimonieranno contro Knox. Caterina affida a Claudia e Luc il compito di convincere Enrico a troncare la relazione con Nicole. Enrico accetta di lasciarla. Gideon, che si stava recando nella stanza di Elisabetta, trova l'arciduca davanti alla sua porta. Rivela all'ambasciatore che la regina è stata con lui e che il motivo per cui gli ha assegnato tutte quelle missioni era per tenerlo lontano da corte. Gideon affronta la regina. La donna gli confessa di essere stata a letto con l'arciduca prima del matrimonio per convincerlo di essere innamorata di lui e permettere a Gideon di restare a corte. Ma l'uomo decide di porre fine alla loro relazione. Lord Narcisse torna in Scozia da Maria per vendicare la morte di Lola; lei gli dice che farà giustizia: porterà Knox in tribunale e poi lo farà impiccare. Darnley trova un altro cospiratore e lo convince che Elisabetta vuole dare asilo a tutti i traditori per poi tornare in Scozia con un esercito inglese e deporre Maria. L'uomo accetta di aiutarlo a trovare gli altri fuggitivi ma è una trappola. Il rifugio dove dovevano incontrarsi i cospiratori è bruciato con loro dentro e sono tutti morti. Ora non c'è più nessuno che possa testimoniare contro Knox. Darnley dà la colpa al prete, ma Maria e Bothwell non gli credono: pensano sia stato lui e perciò l'uomo viene arrestato. Maria informa Narcisse che Knox è scappato. Il lord cancelliere rapisce e tortura l'uomo tagliandogli gli organi genitali per vendicare la morte di Lola. Enrico affronta Nicole per porre fine alla loro relazione ma lei lo anticipa confessandogli che già sapeva del suo interesse per gioielli e abiti femminili, ma non le importa. Enrico le confessa di amarla e i due fanno l'amore. Elisabetta fa venire Gideon in una cappella abbandonata e le confessa il suo amore nuovamente; i due si sposano con un rito simbolico. Durante una passeggiata Gideon cade a terra e muore: è stato avvelenato. Luc chiede a Carlo di appoggiare l'annullamento del suo matrimonio, perché Claudia ama ancora Leith ed è giusto che lei stia con chi ama. Carlo si rende conto di amare solo Nicole e davanti alla corte e all'ambasciatore spagnolo annuncia che la sua promessa sposa sarà Nicole, facendo infuriare la Spagna. Narcisse si reca da Maria con un dono: i genitali di Knox che però è ancora vivo. Confessa di aver avvelenato Gideon per far soffrire Elisabetta e farle capire cosa significhi perdere la persona che si ama. Maria lo caccia e poi decide di liberare il suo sposo. Darnley, libero, confessa alla madre di aver ucciso lui i membri del consiglio perché convinto da Kira: è impazzito.

## Acque insanguinate

### Trama
Leeza torna in Francia, ma non è contenta dell'unione. Giacomo viene richiamato a corte e sarà nominato reggente. Darnley continua a farneticare e si scopre essere affetto da sifilide. Elisabetta triste per la morte di Gideon si vuole vendicare rispetto al suo promesso sposo rubandogli il carico di oro portoghese diretto in Austria. Maria sta per partorire, ma perde molto sangue. Lei ordina che sia salvato il figlio e non lei, riesce a sopravvivere e viene alla luce un maschio. Leeza garantisce il suo appoggio a Enrico con navi da guerra pronte per l'abdicazione voluta o meno di Carlo. Enrico chiede a Nicole di non partire con Carlo per un viaggio, ma di partire con lui. Narcisse rapisce i familiari di Jane per fare sì che convinca Elisabetta a assassinare il Lord e inimicarsi Austria e Spagna. La madre di Durley vuole che lui convochi il consiglio reale per nominarlo reggente. Carlo scopre tutto e arresta Leeza che viene imprigionata con gli eretici. Claudia scrive a Leith per dirle che presto sarà sua, ma lui le annuncia il suo matrimonio con un'altra. L'Inghilterra ha attaccato la nave e l'ha depredata, ma hanno incontrato delle navi spagnoli ostile e hanno affondato due navi. Re Filippo di Spagna sposta le navi da guerra dalla Francia all'Inghilterra e quindi non può più sostenere Enrico. Caterina rilascia la figlia in cambio di una lista di favori. Maria scrive una lettera a Elisabetta in cui descrive la sua situazione drammatica e dei suoi nemici, le chiede di proteggere il figlio in cambio non vorrà mai il suo trono, se vorrà restare una regina vergine potrà nominare suo figlio come erede di Scozia e Inghilterra. Caterina per evitare la disputa tra fratelli chiede aiuto a una strega per evitare lo scontro. Elisabetta comincia a sospettare della sua serva Jane e la fa torturare per sapere la verità. Durley è scappato con suo figlio in carrozza.

## Tutti i suoi sacrifici

### Trama
Cominciano le ricerche del figlio di Maria. Caterina si rende conto che l'unico modo per evitare la morte di uno dei suoi due figli è uccidere Nicole: viene avvelenata e muore sulla nave. Caterina riesce a convincere i suoi figli ad allearsi contro la Spagna considerata nemico comune. Viene ritrovato il figlio ed era stato abbandonato dal padre; Maria decide che suo figlio si chiamerà Giacomo come suo fratello. Data la situazione Maria e Bothweell decidono di uccidere il re. Elisabetta uccide personalmente Jane per vendicare Gideon. Lord Darnley viene fatto esplodere assieme alla casa dove viveva, mentre la regina sta dando una festa per evitare i sospetti. Purtroppo non muore subito ed è costretto a soffocarlo. Elisabetta riceve la lettera di Maria e decide di rifiutare il matrimonio. Un'indovina preannuncia a Caterina che la vendetta contro la Spagna sarà fallimentare e morirà suo figlio Carlo oppure potrà avere la salvezza con l'aiuto della figlia Margot. Elisabetta decide di scendere in guerra assieme ai suoi generali. Bothwell e Maria vengono accusati dell'omicidio e imprigionati, il figlio Giacomo è lasciato in custodia allo zio. 21 anni dopo Maria è in attesa di essere giustiziata da parte di sua cugina Elisabetta, Giacomo cerca di evitare la sua morte, ma Elisabetta non cede, infatti si è sempre sentita minacciata da Maria ed ha vissuto nella paura per decenni. Giacomo viene posto di fronte alla scelta di regnare su Scozia e Inghilterra come sogno di Maria oppure salvare la madre da morte, ma lasciarla rinchiusa. Viene giustiziata dal boia, ma quando apre gli occhi vede l'amore della sua vita: Francesco, sono ancora giovani e il loro amore è eterno.